# Rudolf Ganz
Rudolph Ganz (Zúric, Suïssa, 24 de febrer de 1877 - Chicago, Estats Units, 2 d'agost de 1972) fou un compositor i pianista suís.
Fou deixeble, entre d'altres, de Busoni, i als dotze anys es donà conèixer com a pianista a la seva ciutat natal, donant després nombrosos concerts a Europa i Amèrica.
De 1901 a 1905 fou professor del Conservatori de Chicago, on entre altres alumnes tingué a Gena Branscombe, havent residit quasi sempre des de llavors als Estats Units. Ganz va fer un recital a "l'Aeolian Hall" el 1916, amb la cantant Clara Gabrilowitsch i la violinista Lili Petschnikoff. El 1921 fou nomenat director de l'Orquestra Simfònica de Saint Louis (Missouri).
Entre les seves composicions i figuren una Simfonia; Variacions per a orquestra; un Concert per a piano i orquestra, nombroses composicions per a piano i 150 melodies vocals.